# Josy Barthel
Joseph "Josy" Barthel (Luxemburgo, 24 de abril de 1927 - 7 de julio de 1992) fue un atleta luxemburgués, especialista en la prueba de 1500 m en la que llegó a ser campeón olímpico en 1952.

## Carrera deportiva
En las Olimpiadas de Londres 1948, Barthel finalizó noveno en la final de los 1500 metros, por detrás de los suecos Henry Eriksson y Lennart Strand, y el neerlandés Lennart Strand, que ganaron el oro, plata y bronce, respectivamente.
Cuatro años después, en los JJ. OO. de Helsinki 1952 ganó la medalla de oro en la misma distancia, corriéndolos en un tiempo de 3:45.2 segundos, llegando a meta por delante del estadounidense Bob McMillen (plata con el mismo tiempo) y el alemán Werner Lueg (bronce con 3:45.4 segundos).
Fue presidente de la Federación de Atletismo de Luxemburgo de 1962 a 1972. En homenaje a su persona se le puso su nombre al estadio nacional, el Estadio Josy Barthel. 